# 大和撫子 (グループ)
大和撫子（やまとなでしこ）は、5人組のアキバ系和風POPSユニットである。フリーで活動中。

## 概要
愛知県出身の「芍薬」「牡丹」「百合」の3人で2008年より活動開始。

和をイメージしたグループから、海外展開も視野に入れ活動している。

2013年9月17日よりサブメンバーの「椛」「楓」が正規メンバーに加わり、5人組のユニットとなる。

キャッチコピーは「立てば芍薬　座れば牡丹　歩く姿は百合の花　萌ゆる椛に　舞う楓」

派生ユニットとして、リトルパレッタ（芍薬、椛）、160（牡丹、百合、楓）、KISSandCRY（牡丹、百合）がある。
2016年4月23日、楓が卒業。
2017年6月26日、椛が卒業。
2023年9月1日、芍薬の脱退に伴い活動終了。

## メンバー
- 芍薬（しゃくやく）

誕生日：2月4日
血液型：A型
- 牡丹（ぼたん）

誕生日：5月1日
血液型：A型
- 百合（ゆり）

誕生日：8月24日
血液型：AB型
- 楓（かえで）

誕生日：1月3日
血液型：AB型
- 椛（もみじ）

誕生日：10月13日
血液型：A型